# Ornebius serratus
Ornebius serratus är en insektsart som beskrevs av Sigfrid Ingrisch 2006. Ornebius serratus ingår i släktet Ornebius och familjen Mogoplistidae. Inga underarter finns listade i Catalogue of Life.